# Leucon III
Leucon III (grec ancien : Λεύκων) est un souverain hypothétique et corégent du royaume du Bosphore avec son frère, le roi Spartocos VI, vers 150 av. J.-C.

## Hypothèse
Selon une des hypothèses formulées sur la succession des rois spartocides du IIe siècle av. J.-C., un souverain nommé Spartocos VI (160/150 av. J.-C.) serait le fils de Pairisadès IV Philométor, et il règnerait conjointement avec son frère Leucon III, auquel succède Pairisadès V, le fils de l'un d'entre eux .
L'existence de ce « Leucon III » est liée à une ancienne interprétation de la datation d'une monnaie dont le type est jugé postérieur aux deux autres souverains nommés Leucon. Dans ces conditions, il n'est peut être qu'un doublon de Leucon II, lui aussi « Leucon fils de Pairisadès ».